# Israelitische Religionsgemeinschaft Württembergs
Die Israelitische Religionsgemeinschaft Württembergs K.d.ö.R. (IRGW) ist ein jüdischer Landesverband mit Sitz in Stuttgart für den württembergischen Landesteil Baden-Württembergs. Die IRGW Stuttgart ist weiterhin als einzige, große Gemeinde für den gesamten Regierungsbezirk Stuttgart und Tübingen zuständig und knüpft damit an die Situation von 1939 an, als im Rahmen der Umwandlung der Reichsvertretung der Deutschen Juden in die Reichsvereinigung der Juden in Deutschland alle jüdischen Gemeinden in Württemberg zur Stuttgarter Großgemeinde zusammengefasst wurden. Bereits 1832 gehörten dem Bezirksrabbinat Stuttgart neben der israelitischen Gemeinde Stuttgart auch die jüdischen Gemeinden Esslingen, Aldingen und Hochberg am Neckar an. Die IRGW zählt insgesamt 2786 Mitglieder in Stuttgart sowie in den Zweigstellen (Stand: 2020). Mittelpunkt des Gemeindelebens sind in Stuttgart der Hospitalhof, die in Ulm im Dezember 2012 eröffnete Synagoge am Weinhof sowie das Gemeindezentrum in Esslingen.

## Jüdische Gemeinde Württembergs

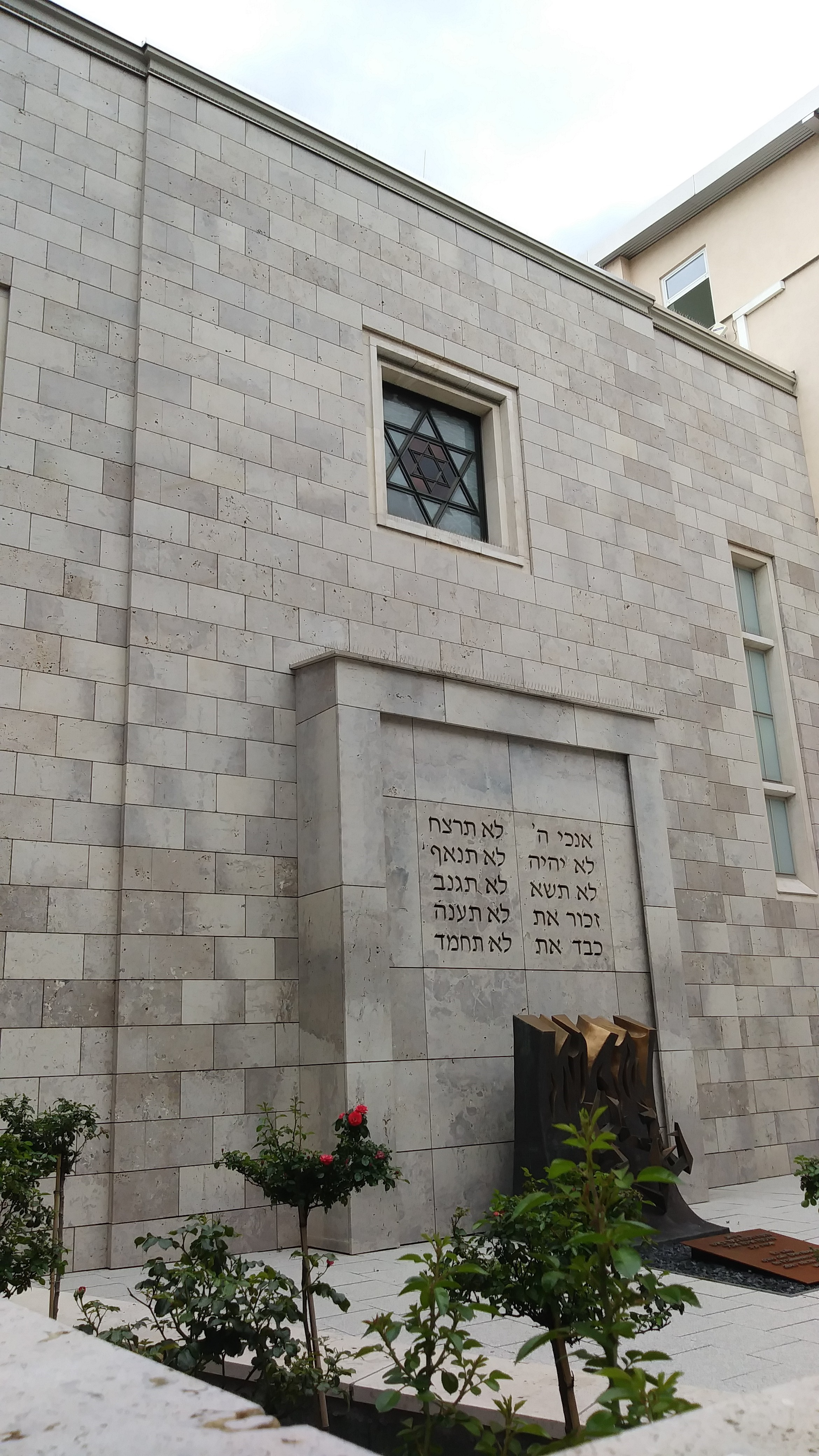
Stuttgarter Synagoge nach der Neugestaltung 2018

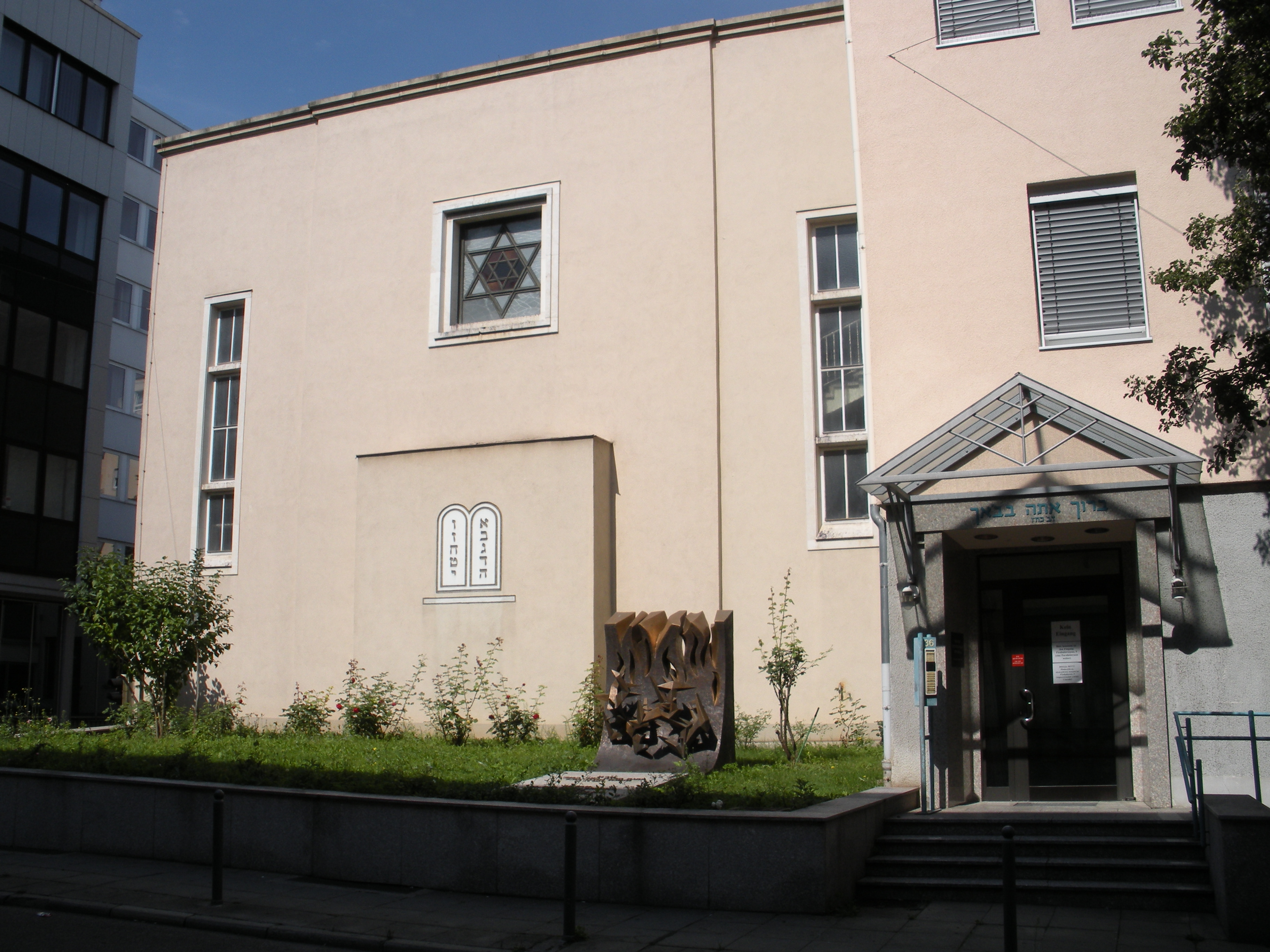
Die Hauptsynagoge in Stuttgart 2008 – Bronzeskulptur „Brennender Dornbusch“ von Roda Reilinger

Während es bundesweit 84 (eigenständige) jüdische Gemeinden und im badischen Landesteil 10 Gemeinden gibt (Mannheim, Heidelberg, Karlsruhe, Pforzheim, Baden-Baden, Emmendingen, Freiburg im Breisgau, Lörrach, Rottweil und Konstanz), ist die IRG Stuttgart als einzige, große Gemeinde für das gesamte Gebiet der ehemaligen Regierungsbezirke Nord-Württemberg und Süd-Württemberg/Hohenzollern (maßgebend ist laut Satzung der Gebietsstand zum 23. November 1966) zuständig. Ab Anfang der 1990er-Jahre vervierfachte sich mit Einsetzen der Zuwanderung sogenannter jüdischer Kontingentflüchtlinge die Zahl der IRGW-Mitglieder auf über 3000 Mitglieder. Aktuell hat die IRGW etwa 3300 Mitglieder (Stand: Januar 2008) mit Sitz der Gemeinde in Stuttgart in der Synagoge und Gemeindezentrum Hospitalstraße. Zur flächendeckenden Betreuung ihrer Mitglieder unterhält die IRGW in einer Reihe von Städten Zweigstellen, so beispielsweise Gemeindezentren in Ulm und Esslingen, sowie Beträume in Reutlingen (seit 2008), Heilbronn, Heidenheim an der Brenz, Aalen (seit 2013) und Weingarten (Württemberg) bzw. jüdische Gruppen in Schwäbisch Hall und Bad Mergentheim. Ein erster Betsaal in der IRGW-Zweigstelle Ulm wurde 2002 eingeweiht, der bis zur Einweihung des Gemeindezentrums mit Synagoge am 2. Dezember 2012 genutzt wurde. 2003 folgten weitere Betsäle in zwei weiteren Zweigstellen. Am 18. März 2012 – 24. Adar 5772 wurde das Gebäude der ehemaligen Esslinger Synagoge an die IRGW zur Nutzung übergeben.
Die Hauptsynagoge der IRGW befindet sich in Stuttgart in der Hospitalstraße 36. Dort ist auch der offizielle Sitz der IRGW sowie deren Gemeinde- und Verwaltungszentrum.
Die Gemeinde wird von jeweils für drei Jahre gewählten Vertretern, den sog. Repräsentanten geleitet. Drei dieser Repräsentanten werden von der Repräsentanz als geschäftsführender Vorstand gewählt. Im Dezember 2021 wurde der Vorstand von Hon.-Prof. Barbara Traub M.A., Michael Kashi und Mihail Rubinstein gebildet.
Drei hauptamtliche Rabbiner betreuen die Mitglieder der IRGW. Mit dem Ausscheiden von Landesrabbiner Netanel Wurmser 2018, kehrte die IRGW zum im Judentum üblichen Ortsrabbinerprinzip zurück. Für Stuttgart, als der größten jüdischen Ortsgemeinde Baden-Württembergs ist dies seither Rabbiner Yehuda Pushkin, zugleich Vorstandsmitglied der Orthodoxen Rabbinerkonferenz Deutschland (ORD). In Ulm ist Rabbiner Shneur Trebnik der Rabbiner der Gemeinde, zugleich Polizeirabbiner für den württembergischen Landesteil und zuständig für die Zweigstellen in Ost-Württemberg. Das Gemeindezentrum in Esslingen sowie die weiteren Zweigstellen wie Reutlingen und Heilbronn werden durch Rabbiner Mark Mordechai Pavlovsky betreut.

## Jüdische Grundschule Stuttgart
Die jüdische Grundschule wurde im September 2008 als private Ganztagesschule eingeweiht. Sie steht 60 Kindern aller Konfessionen offen. Dadurch unterhält die jüdische Gemeinde in Württemberg, neben einem betreuten Seniorenwohnen im Gemeindezentrum (1999), Kindergarten und Hort jetzt auch eine eigene Grundschule. Sie schließt sich an die Tradition der von 1945 bis 1949 in Stuttgart existierenden Chaim Nachman Bialik-Volksschule sowie die vor der Shoah in 16 Orten Württembergs bestehenden Volksschulen (u. a. in Esslingen, Jebenhausen, Buttenhausen, Lauchheim) an. Diese Schule knüpft auch an die jüdische Schule an, die es bis 1949 in einem Auffanglager im Stuttgarter Westen gegeben hatte. Vermittelt werden hier die jüdische Kultur, Religion und die hebräische Sprache, wobei Landesrabbiner Netanel Wurmser auch der erste Schulleiter war.
Seit der Eröffnung der Schule im September wächst die Schülerzahl kontinuierlich an, so dass Schüler aus dem ersten bis vierten Schuljahr in jeder der beiden Schulklassen miteinander lernen und die Lehrer die Kinder mit unterschiedlichem Alter parallel unterrichten und alle Altersgruppen gemeinsam in einer Klasse betreuen. Bereits im ersten Schuljahr gibt es Unterricht im Umgang mit dem Computer.
Der Anspruch der Jüdischen Grundschule Stuttgart ist es, eine jüdische Erziehung und individuelle Förderung zu bieten und die Eltern dabei aktiv einzubinden.

## Jüdische Kulturwochen
Jedes Jahr bietet die jüdische Gemeinde Württemberg (IRGW) in Zusammenarbeit mit dem Kulturamt der Stadt Stuttgart, der Volkshochschule Stuttgart und mit weiteren Kulturinstitutionen, jüdische Kulturwochen an, wobei Konzerte, Tanz und Film, Ausstellungen und Diskussionsrunden angeboten werden.

## Israelitischer Oberrat
Im Jahr 1924 gaben die jüdischen Württemberger der Israelitischen Oberkirchenbehörde eine neue, der Trennung von Staat und Religion entsprechende Verfassung. Gesetzgebendes Organ der Religionsgemeinschaft war die Israelitische Landesversammlung. Diese wählte als Vollzugsorgan den sogenannten Israelitischen Oberrat. Präsidenten des israelitischen Oberrats waren Carl Nördlinger (1924 bis 1929) und Otto Hirsch (seit 1929).

## Geschichte

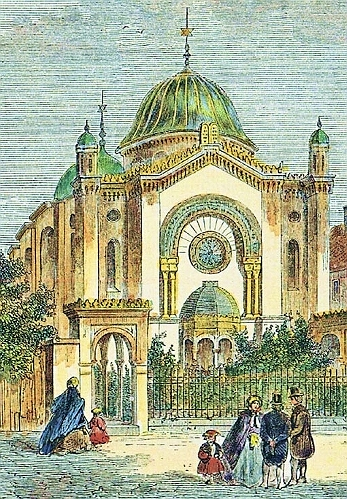
Die alte Synagoge Stuttgart

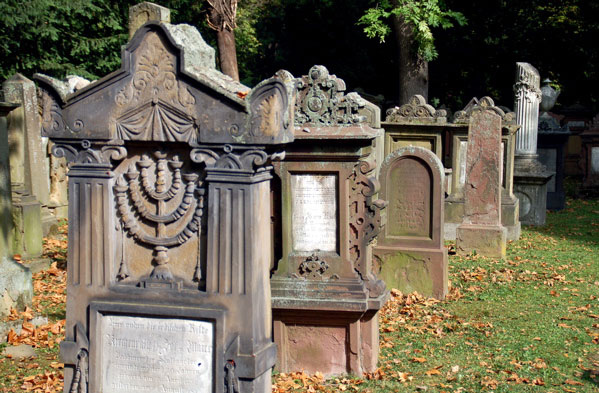
Die jüdischen Friedhöfe in Württemberg sind oft die letzten Zeugnisse der dort einst bestehenden jüdischen Gemeinden

### Juden in Württemberg

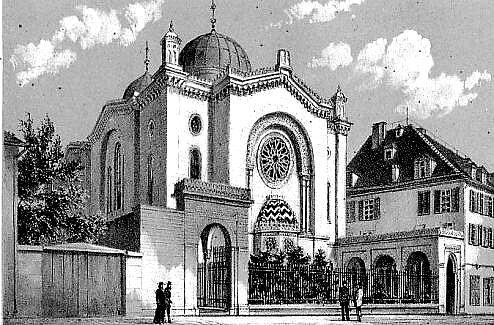
Die alte Synagoge Stuttgart

1343 wird in Stuttgart der erste Jude erwähnt. Es gab zu diesem Zeitpunkt eine Judengasse und eine Judenschule (Synagoge). Diese erste jüdische Gemeinde fand ihr Ende im Jahr 1348 im Zuge der allgemeinen Judenverfolgung.
Die Stuttgarter Chronik erwähnt 1434 wieder eine Synagoge und ein Ritualbad (Mikwe) in der Judengasse 12. 1498 erfolgte, entsprechend dem Testament des Grafen Eberhard im Bart, die Ausschließung aller Juden aus Württemberg. Mit Ausnahme „reichsritterlicher Dörfer“ wie Freudental, Aldingen oder Hochberg, für die die Ausschließung der Juden nicht galt, konnten Juden bis Anfang des 19. Jahrhunderts in Württemberg fortan nur als „Schutzjuden“ siedeln. Diese Schutzjuden standen unter dem besonderen Schutz des jeweiligen Landesherrn, so z. B. Joseph Süß Oppenheimer (1698–1738) oder die Hoffaktorin Karoline Kaulla (1739–1809), eine der Mitbegründerinnen der Württembergischen Hofbank.
In den folgenden Jahrhunderten folgten Wiederansiedlungen und Vertreibungen. In einzelnen Dörfern und Städten gab es bedingt durch Ausnahmeregelungen auch in dieser Zeit dauerhaft bestehende Gemeinden, so beispielsweise in Freudental im jetzigen Landkreis Ludwigsburg.
So bestehen noch heute mehrere Dutzend jüdische Friedhöfe in Württemberg, häufig die letzten Zeugnisse der dort einst bestehenden jüdischen Gemeinden.
Im Zeitraum 1804 bis 1837 fanden in Stuttgart wieder regelmäßig jüdische Gottesdienste in jüdischen Privatwohnungen statt. 1808 erfolgte die formelle Gründung einer jüdischen Gemeinde in Stuttgart.

### Öffentliche Stellung der jüdischen Religionsgemeinschaft ab 1828
Jüdische Gemeinden waren bis 1828 immer autonom und regelten ihre finanziellen und institutionellen Angelegenheiten selbst. Dies bezog sich auf Gottesdienst, Toraschule, Gemeindeeinrichtungen religiösen Charakters und die Anwendung der Rechtsvorschriften des Zivilrechts unter Juden, die von den Vorschriften des Talmud geprägt war.
1828 regelte das Gesetz in Betreff der öffentlichen Verhältnisse der israelitischen Glaubensgenossen die Religionsausübung, die Verwaltung der Gemeinden und des Kultus in Württemberg. Aufgrund dieses Gesetzes wurde die Israelitische Oberkirchenbehörde 1832 als gemischte staatliche und kirchliche Behörde errichtet. Unter Vorsitz eines nichtjüdischen Regierungskommissärs gehörten ihr ein Rabbiner – mit dem Titel Kirchenrat –, drei weltliche Oberkirchenvorsteher und ein Sekretär als juristisches Mitglied sowie – zeitweise – ein Kanzleibeamter an. Alle Mitglieder der Oberkirchenbehörde wurden von der Regierung ernannt.
Die jüdische Religion wurde damit staatlich anerkannt, zugleich aber der strengen Reglementierung unterworfen, die auch für die christlichen Konfessionen bestand. Nach der Verordnung vom 27. Oktober 1831 gehörten zum Geschäftsbereich der Oberkirchenbehörde die Verwaltungs- und Religionsangelegenheiten der württembergischen Juden einschließlich der Verwaltung der zugleich errichteten Israelitischen Zentralkirchenkasse.
Die Oberkirchenbehörde unterstand bis 1848 dem Ministerium des Innern, danach dem Ministerium des Kirchen- und Schulwesens. Der Oberkirchenbehörde nachgeordnet waren zunächst 41 Israelitische Kirchenvorsteherämter. 1834 mussten alle Rabbiner ihr Amt aufgeben, die nicht staatlich geprüft und keine akademische Ausbildung hatten. Das betraf 45 Rabbiner. Die Zahl der Rabbinate wurde auf 13 reduziert, um so den Rabbinerberuf zum Hauptberuf zu machen und Nebenwerbe auszuschließen, die bisher üblich gewesen waren. Die Rabbinergehälter wurden zum Teil mit staatlichen Zuschüssen vom Oberkonsistorium bezahlt, nicht von den Gemeinden direkt, die jedoch auch Gemeindesteuern zum Zweck der Entlohnung erhoben.
Das der Israelitischen Religionsgemeinschaft durch das Gesetz von 1828 aufgezwungene Staatskirchentum und damit die ursprüngliche Kompetenz der Israelitischen Oberkirchenbehörde bestand unverändert bis in das frühe 20. Jahrhundert.
Erst das Gesetz vom 8. Juli 1912 und die neue Kirchenverfassung vom 16. September 1912 ersetzten das Staatskirchentum durch die sogenannte Kirchenhoheit: die Israelitische Religionsgemeinschaft wurde damit Körperschaft des öffentlichen Rechts, die Israelitische Oberkirchenbehörde erhielt das Recht der Selbstverwaltung und der Gesetzgebung in Angelegenheiten der Israelitischen Religionsgemeinschaft, das Ministerium des Kirchen- und Schulwesens wurde auf die Rechte einer Aufsichtsinstanz beschränkt.
Nach der Novemberrevolution von 1918 wurden die restlichen staatlichen Beschränkungen der Israelitischen Religionsgemeinschaft aufgehoben. Auch der dem Judentum fremde Begriff „Kirche“ entfiel. 1924 endete die Tätigkeit der Israelitischen Oberkirchenbehörde. An ihre Stelle trat der Israelitische Oberrat als landesweite Einrichtung, d. h. ausführende nichtstaatliche Behörde der Israelitischen Religionsgemeinschaft Württemberg. Durch das Gesetz über die Rechtsverhältnisse der jüdischen Kultusvereinigungen vom 28. März 1938 entzog die Reichsregierung der IRGW, wie allen jüdischen Gemeinden in Deutschland, den Status als Körperschaft des öffentlichen Rechts.
1948 erfolgte die Wiederanerkennung der Israelitischen Kultusgemeinde Württembergs (heute: Israelitische Religionsgemeinschaft Württemberg) als Körperschaft des öffentlichen Rechts. Am 13. Mai 1952 wurde die neue Synagoge an der Stelle der alten Synagoge feierlich eingeweiht.
Im Jahr 2010 wurde zwischen dem Land Baden-Württemberg und den beiden israelitischen Religionsgemeinschaften, der IRGW und der IRG Baden, ein Staatsvertrag unterzeichnet, mit dem die israelitischen Religionsgemeinschaften rechtlich den großen christlichen Kirchen im Lande gleichgestellt wurden.

### Stuttgart: Israelitische Religionsgemeinschaft ab 1832
Die Israelitische Religionsgemeinschaft Stuttgart wurde am 3. August 1832 gegründet.
Damals war Stuttgart bereits Sitz der Israelitischen Oberkirchenbehörde und Zentrum der Israelitischen Religionsgemeinschaft des Königreichs. Dadurch wurde ihr der Status einer Israelitischen Kirchengemeinde verliehen. Weiterhin erhielt sie auch ein Rabbinat. Der IRG Stuttgart gehörten neben der israelitischen Gemeinde Stuttgart auch die jüdischen Gemeinden Esslingen am Neckar, Aldingen und Hochberg am Neckar an.
Im Oktober 1837 wurde der Betsaal in der Langgasse 16 in Stuttgart eingeweiht. In den Folgejahren entstanden zahlreiche Vereine und Vereinigungen, die zeigen, welch Leben in der Gemeinde herrschte. 1856 erwarb die Gemeinde das Anwesen in der Hospitalstraße in Stuttgart und am 3. Mai 1861 konnte die im maurischen Stil von Gustav Adolf Breymann und Adolf Wolff erbaute Alte Synagoge eingeweiht werden. Auch heute befindet sich die 1952 wieder errichtete Synagoge und Gemeindezentrum Hospitalstraße auf diesem Gelände.
Rechtlich gleichberechtigt waren Juden erst ab dem Jahr 1864, und mit dem Inkrafttreten der Reichsverfassung im Jahre 1871 fiel auch das Verbot von Mischehen.
Um die Wende zum 20. Jahrhundert lebten allein in Stuttgart rund 2.700 Juden. Bis 1925 stieg ihre Zahl auf 4.500. Württembergweit existierten 51 israelitische Gemeinden, von denen Stuttgart die weitaus größte war. Nach Stuttgart folgten Heilbronn mit ca. 900 Mitgliedern und Ulm mit ca. 566 Mitgliedern.
Am 7. April 1935 weihte die Gemeinde eine eigene Jüdische Schule nach dem Entwurf des Architekten Oscar Bloch in Stuttgart ein. Sie entstand auf dem Gelände der Gemeinde im Hospitalviertel in Stuttgart-Mitte im Zuge der Repressalien gegen jüdische Schüler an den Staatsschulen und bereitete unter anderem auf die erzwungene Auswanderung vor. Sie bestand bis 1941, als das Verbot erlassen wurde, jüdische Schüler zu unterrichten.
Am 9. November 1938 wurde während der Novemberpogrome auch die Stuttgarter Synagoge in Brand gesetzt und zerstört. 1939 erfolgte im Rahmen der Umwandlung der Reichsvertretung der Deutschen Juden in die Reichsvereinigung der Juden in Deutschland die Zusammenfassung aller jüdischen Gemeinden in Württemberg zur Stuttgarter Großgemeinde. Am 1. Dezember 1941 verließ dann ein erster Deportationszug mit fast 1.000 Juden den Stuttgarter Nordbahnhof zum KZ Jungfernhof bei Riga. Zuvor hatten sich die Juden, die aus mehr als 50 Gemeinden Württembergs stammten, im Sammellager auf dem Killesberg einzufinden. Bis 1942 verblieben in Stuttgart noch 774 Juden. Mit den letzten Deportationen war Stuttgart ab 1943 „judenrein“. Bis Februar 1945 wurden in zwölf Transporten fast 2.800 Juden aus Württemberg und Hohenzollern deportiert, von den nur wenige überlebten.
Nach dem Ende der Shoah wuchs die Stuttgarter Gemeinde durch die in Lagern für Displaced Persons (DP) u. a. in der Stuttgarter Reinsburgstraße und in Stuttgart-Degerloch schnell an. Weitere DP-Lager befanden sich in Dornstadt, Heidenheim, Backnang, Kißlegg, Schwäbisch Hall, Waiblingen, Wasseralfingen und Ulm. Betreut wurden diese durch den amerikanischen Militärrabbiner Herbert S. Eskin, der bereits Anfang Juni 1945 – nur 41 Tage nach der Befreiung Stuttgarts – mit Überlebenden der Shoah in der Reinsburgstraße 26 den ersten Gottesdienst abhielt.
Für die Mehrheit dieser DPs war Stuttgart jedoch nur eine Zwischenstation vor der Ausreise in die USA oder nach Palästina. Die Zahl der Mitglieder sank auf ca. 700 Mitglieder in ganz Württemberg, bis sie durch die jüdische Zuwanderung aus den Staaten der ehemaligen Sowjetunion ab 1992 wieder deutlich anstieg.

## Aktuelles

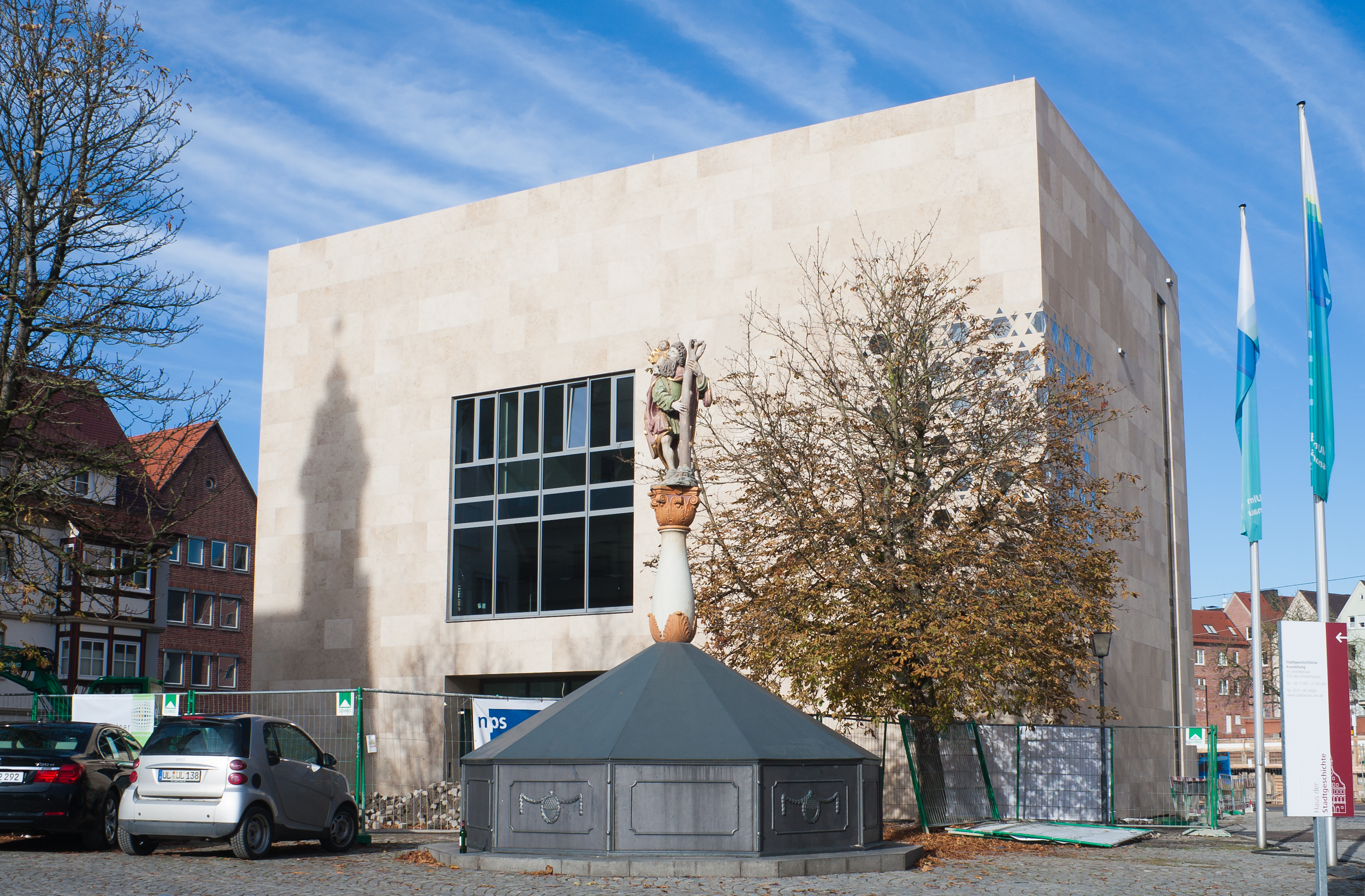
Die neue Synagoge in Ulm, einen Monat vor ihrer Eröffnung.

Am 17. März 2011, dem 11 Adar II 5771 nach jüdischer Zeitrechnung, fand auf dem Weinhof in Ulm der Spatenstich für den Neubau eines Gemeindezentrums (Bauherr ist die IRGW) statt. Der Weinhof, an dem sich auch die 1938 während der Reichspogromnacht zerstörte Ulmer Synagoge befand, wurde der IRGW bereits im Jahre 2009 durch den Gemeinderat der Stadt Ulm für den Neubau zur Verfügung gestellt. Den anschließenden Architektenwettbewerb entschied Professor Susanne Gross vom Kölner Büro Kister, Scheithauer, Gross für sich. Richtfest war Ende Juni 2012 bzw. Anfang/Mitte Tammus 5772 nach jüdischer Zeitrechnung. Ulm ist bereits seit 2000 wieder Rabbinatssitz. Das Gemeindezentrum, dessen Einweihung am 2. Dezember 2012 war, beherbergt neben der Synagoge auch eine Mikwe, Kindergarten, Jugendzentrum, Bibliothek und einen Gemeindesaal.
Am 19. Dezember 2015 trat die neue Satzung der IRGW in Kraft, die den Charakter der Gemeinde als Einheitsgemeinde stärkt, in der alle Ordinationen des Judentums ein Dach finden.
Am 28. Januar 2021 unterzeichnete die Landesregierung einen Vertrag mit den Israelitischen Religionsgemeinschaften Baden und Württemberg zum Schutz jüdischer Einrichtungen und zur gemeinsamen Abwehr von Antisemitismus. Im Rahmen des Vertrags wird die Landesregierung im laufenden Jahr 2021 für bauliche Sicherungsmaßnahmen von jüdischen Einrichtungen Mittel in Höhe von zunächst einer Million Euro zur Verfügung stellen. Für personelle Sicherheitsmaßnahmen sowie für Alarm- und Meldesysteme stellt das Land in den dann kommenden drei Jahren der Vertragslaufzeit zudem rund 1,17 Millionen Euro jährlich bereit. Des Weiteren unterstützt die Landesregierung den Aufbau einer Jüdischen Akademie für Baden-Württemberg während der Vertragslaufzeit mit jährlich 200.000 Euro. Das Land und die Israelitischen Religionsgemeinschaften beabsichtigen, auf Basis der bis dahin gemachten Erfahrungen und in Hinblick auf weiter erforderliche Bedarfe der Israelitischen Religionsgemeinschaften, eine Anschlussregelung zu schließen.